# Zurab Sturua
Zurab Sturua (phonétiquement en français : Zourab Stouroua / en géorgien : ზურაბ სტურუა) est un joueur d'échecs géorgien né le 8 juin 1959 à Tbilissi, grand maître international depuis 1991.
Au 1er novembre 2022, Sturua est le neuvième joueur géorgien avec un classement Elo de 2 522 points.

## Champion de Géorgie
Zurab Sturua a remporté cinq fois le championnat de Géorgie (en 1975, à seize ans, puis en 1977, 1981, 1984 et 1985)

## Tournois internationaux
Sturua a remporté
- le tournoi de Trnava en 1980 (devant Rainer Knaak et Jan Smejkal) ;
- le tournoi de Londres (open Lloyds Bank) en 1990 ;
- l'open du festival d'échecs de Bienne en 1991 et 1995 ;
- l'open de Baden-Baden en 1993 (ex æquo avec Philipp Schlosser et Stefan Kindermann) ;
- le tournoi de Berlin (Berliner Sommer)[2] en 1996 (ex æquo avec Akopian et Chipov) ;
- le tournoi de Komotiní en 1993 ;
- l'open de Erevant en 1996 ;
- le tournoi de Pula en 1997 ;
- l'open Hannibal de Linares[3] en 2001 (ex æquo avec Bacrot) ;
- l'open de Dubai en 2005.

En 1976, il finit deuxième du championnat d'URSS junior à Tbilissi,  ex æquo avec le vainqueur Garry Kasparov.

## Compétitions par équipe
Sturua a représenté la Géorgie lors des six olympiades de 1992 à 2002. Il remporta la médaille d'argent individuelle au troisième échiquier en 1998. En 2002, il jouait au deuxième échiquier et l'équipe de Géorgie finit quatrième de l'olympiade. Il a participé à trois championnats d'Europe par équipe (en 1992, 1997 et 2001).

## Champion du monde senior
Zurab Sturua a remporté le championnat du monde d'échecs senior des plus de cinquante ans en 2014 et 2022.
Il a gagné le championnat d'Europe senior (plus de 50 ans) en 2015, 2016 et 2019.